# Il giorno di San Sebastiano
Il giorno di San Sebastiano è un film del 1994 diretto da Pasquale Scimeca. Fa parte del "ciclo dei vinti" del regista siciliano.

## Trama
Il film si ispira ad alcuni fatti avvenuti realmente nel 1893 a Caltavuturo, in provincia di Palermo. Il 20 gennaio, festa di San Sebastiano Martire, un plotone di bersaglieri, istigato da un gruppo di campieri mafiosi, apre il fuoco su una folla di contadini che rivendica i diritti su un fondo demaniale. Muoiono 13 contadini e più di 200 vengono arrestati. L'eco dell'eccidio provoca grande clamore in Sicilia: nei paesi in cui esistono le sezioni dei Fasci dei Lavoratori vi sono raccolte di fondi che culminano in una grande manifestazione che si svolge proprio a Caltavuturo. Solo la brutale repressione di Crispi mette fine all'ondata di sommosse contadine che attraversa l'intera regione.

## Riconoscimenti
- 1994 - Globo d'oro: Miglior opera prima